# Gerald Fried
Gerald Fried (El Bronx, 13 de febrero de 1928-Bridgeport, 17 de febrero de 2023) fue un compositor, director de orquesta y oboísta estadounidense, conocido por sus partituras de cine y televisión. Compuso música para series de televisión de las décadas de 1960 y 1970, incluidas Misión: Imposible, La isla de Gilligan, El agente de CIPOL, Shotgun Slade, Raíces y Star Trek: la serie original. Al principio de su carrera, colaboró con Stanley Kubrick y compuso la música de varias de sus primeras películas.
Fried fue nominado a cinco premios Primetime Emmy, ganando una vez en 1977 por Raíces, y fue nominado a un premio de la Academia a la mejor banda sonora original por el documental Birds Do It, Bees Do It (1974).

## Biografía
Nacido y criado en el Bronx, Nueva York, asistió a la Escuela Juilliard de Música. También estudió en The High School of Music & Art, donde se graduó en 1945, y entró en el mundo de las bandas sonoras de películas cuando compuso las partituras de cinco de las primeras películas de Stanley Kubrick.
Después de mudarse a Los Ángeles, comenzó a componer y arreglar música para varias películas como Terror in a Texas Town y programas de televisión como El agente de CIPOL, en colaboración con Robert Drasnin, y también Star Trek: la serie original, para la que compuso el famoso guion musical "The Ritual/Ancient Battle/2nd Kroykah" (ahora conocido como "Star Trek fight music") para el episodio La época de Amok.  Entre los temas de sus programas de televisión se encuentra su introducción inspirada en el jazz para la serie occidental Shotgun Slade.
Colaboró con Quincy Jones en su partitura ganadora del Premios Emmy para la miniserie Raíces de 1977. También arregló el exótico álbum Orienta. Ganó el Golden Pine Award (Lifetime Achievement) en el Festival Internacional de Música de Cine de Samobor de 2013, junto con Ryūichi Sakamoto y Clint Eastwood. Sus créditos están en casi 300 películas, episodios de televisión y especiales.

## Vida privada y fallecimiento
En diciembre de 1987, perdió a su hijo de 5 años, Zachary, a causa del VIH/sida (por sangre contaminada de un banco de sangre); su guion y obra de teatro Morningtime Train se basó en la experiencia. Los dibujos de la infancia de Zachary se usaron en camisetas para recaudar fondos para The Pediatric AIDS Foundation. Fried tuvo otros cuatro hijos, con su primera esposa Judith Fried: Daniel, Deborah, Jonathan y Joshua nacieron en la década de 1950.
Falleció de neumonía en Bridgeport, el 17 de febrero de 2023, cuatro días después de cumplir 95 años.

## Premios
| Año  | Premio                              | Categoría |
| ---- | ----------------------------------- | --- |
| 1976 | Nominado - (Oscar)                  | Mejor música, partitura dramática original Los pájaros lo hacen, las abejas lo hacen (1974)                                     |
| 1977 | Nominado - (Prime horario Emmy)     | Logro destacado en composición musical para una serie Raíces (Parte VIII) (1977)                                                |
| 1977 | Ganador - (Emmy en horario estelar) | Logro destacado en composición musical para una serie Raíces (Parte I) (1977) (compartido con Quincy Jones)                     |
| 1980 | Nominado - (Prime horario Emmy)     | Logro destacado en composición musical para una serie limitada o especial Los amantes silenciosos (1980)                        |
| 1984 | Nominado - (Prime horario Emmy)     | Logro destacado en composición musical para una serie limitada o especial El guerrero místico (Parte I) (1984)                  |
| 1988 | Nominado - (Prime horario Emmy)     | Composición musical sobresaliente para una miniserie o un especial Napoleón y Josefina: Una historia de amor (1987) (Parte III) |